# Exacum linearifolium
Exacum linearifolium är en gentianaväxtart som först beskrevs av Jean-Henri Humbert, och fick sitt nu gällande namn av J. Klackenberg. Exacum linearifolium ingår i släktet Exacum och familjen gentianaväxter. Inga underarter finns listade i Catalogue of Life.